# Ramin Haerizadeh
Ramin Haerizadeh (Teheran, 1975) és un artista que viu i treballa a Dubai. Ha participat en Unveiled: New Art from the Middle East, Saatchi Gallery, Londres (2009), la 10a Biennal d'As-Sariqah (2011) i And the Trees Set Forth to Seek for a King, Museum on the Seam, Jerusalem (2014). Ha fet tres exposicions individuals a la Gallery Isabelle van den Eynde, Dubai, i una a la Galerie Nathalie Obadia, París, el 2012. El 2015 va destacar per guanyar el II Premi Fundació Han Nefkens-MACBA d'Art Contemporani.